# Akvarel
Akvarel (lat. aqua "voda") slikarska je tehnika koja upotrebljava vodene boje, tj. boje koje su vezane ljepilom koje se razgrađuje u vodi. Tehnikom akvarela slika se prozirno da se vidi podloga. Često se prije slikanja crta olovkom ono što se želi naslikati, pa se onda to vidi ispod prozirne (prozračne) boje. 
Prilikom slikanja akvarelom podloga ima izutetno važnu ulogu jer se vidi ispod prozirnog (lazurnog) tankog sloja boje, stoga se pri radu često koristi poseban akvarelni papir sa zrnatom teksturom.
Akvarelom su slikali poznati impresionistički slikari među kojima su najpoznatiji: Claude Monet, Pierre-Auguste Renoir, Edgar Degas, Vincent van Gogh...
U hrvatskoj povijesti umjetnosti najznačajniji su akvareli slikarice Slave Raškaj (1877. – 1906.)

## Vanjske poveznice
- Alfred F. Krupa: Tekstovi / Akvarel - Iskustva jednog praktičara (str. 17-35)